# Pacific Drums and Percussion
Pacific Drums and Percussion (o PDP por sus siglas en Inglés) es una filial de Drum Workshop establecida en el año 2000 para ofrecer baterías y accesorios de alta calidad a aquellos que no pueden permitirse las baterías y los accesorios de Drum Workshop de mayor prestigio y calidad.  Pacific Drums and Percussion también fábrica equipos de batería. Su fábrica se encuentra en Ensenada, Baja California, México. La línea sigue utilizando algunas técnicas personalizadas, pero principalmente utiliza maquinaria computarizada para reducir costos y reducir los pasos para crear alta calidad de baterías en grandes cantidades.

## Línea de Baterías Actuales
- Concept Maple, Concept Birch Series -  es una nueva línea de baterías de PDP que están disponibles en dos tipo de madera, Maple y Birch. Todos los toms y bombos tienen 7-capas, a excepción de la caja ó redoble que tiene 10-capas.-
- X7 - Como su nombre indica, estos kits están pre-configurados como un kit de 7 piezas. Estaban hechas de álamo (hasta 2009),
- M5 – La batería M5 hecha de Maple está diseñada para bateristas serios que quieren tener una batería profesional con un precio accesible. Los tamaños de fusión de este kit es una combinación perfecta que ofrece una potencia sonora con claridad. Al igual que la serie FS, se le pueden agregar toms de 8" y 16" los cuales están disponibles.

- FS -  Esta batería está hecha de madera Birch bien con diferentes acabados. Esta batería es configurada como una combinación con toms 8" y 16".
- Mainstage –  Este es el último diseño de PDP que incluye un set completo de stands para platillos y asiento excelente para bateristas semiprofesionales.
- Z5 – Este modelo completamente diseñado en Madera con un excelente acabado, está disponible en 5 diferentes colores.
- PDP Player – Un set de batería infantil, que incluye un bombo, dos stands para toms, un tom de piso, y un redoblante. Este kit también viene con un platillo crash / ride, un conjunto de hi-hats, y un asiento tamaño infantil.

## Línea de Modelos Descontinuados
- Platinum Series – Hecha de Maple. Esta batería vienen en una amplia gama de tamaños y cuatro tipos diferentes de acabados (FinishPly, Satín, y Laca). Para 2010,  solo había cuatro acabados disponibles. La serie fue descontinuada en el 2011.
- 805 – Batería hecha en madera Birch y viene en dos diferentes acabados. La serie fue descontinuada en el 2009.
- LX/LXE – Batería de Maple, viene en acabados laca. La LXE también se encuentra en acabados vistosos.
- MX/MXR – Batería de Maple, viene en acabados satinados. La MXR la encontramos en estilos para tocar rock.
- CX/CXR – Esta batería hecha de maple la encontramos en estilos para Rock, son hechas de la calidad PDP y DW en México.
- EX – Batería de Maple, con una envoltura FinishPly
- FX/FXR – Batería de Birch disponible en estilo Rock, fue reemplazada por la FS.
- EZ – Batería reemplazada por la Z5..
- "E " -- Batería de calidad al mejor costo.

## Artistas que usan PDP y DW
Muchos de estos artistas usan sus equipos DW como principal instrumento. Raras veces han aparecido usando PDP, pero en algunas ocasiones se han visto con PDP.
- Eric Moore - Suicidal Tendencies
- Jordan Mancino -  As I Lay Dying (Usa LXE series batería en vivo, como se ve en el Warped Tour 2008)
- Joey Castillo - Queens of the Stone Age (Usa kits DW en vivo)
- Mike Cosgrove - Alien Ant Farm
- Brain - Guns N'Roses (Usa kits DW en vivo)
- Stephen Perkins - Jane Addiction
- Longineu W. Parsons III - Yellowcard (Usa DW kits en vivo y en estudio)
- Travis Smith -  Trivium
- The Rev(RIP) - Avenged Sevenfold (DW utilizaba kits en vivo y en estudio, también se utilizó PDP LXE para City of Evil)
- Tony Thaxton - Motion City Soundtrack
- Brooks Wackerman - Bad Religion, Avenged Sevenfold
- Yael - My Ruin
- John Mennel - Nubes sobre cadenas
- Anton Legionus -  Atrosis  (utiliza PDP Mainstage en estudio)
- Alex Ashtiani - Life Among The Living
- Scott Ellis - She Wants Revenge
- Saul - Soul Opus
- Alex Leys - Solista
- Andy Córdoba - Universe is Wild
- Johnny Rabb - (un extraordinario Clínico / Drum 'n' Bass)
- Jordan Jones - Life Worship Center Evangel Equipo
- Gary "Zeus" Smith - Aittala
- Omar Pagán - Tarah (DW para live shows)
- Antonio Valero (Granada Blues Band)
- Banda Brazo Fuerte - (Usa PDP Concept Birch en vivo)